# بوهوسلاو فوکس
 بوهوسلاو فوکس (انگلیسی: Bohuslav Fuchs؛ ۲۴ مارس ۱۸۹۵ – ۱۸ سپتامبر ۱۹۷۲) یک معمار اهل جمهوری چک بود.